# National Liberty Museum
National Liberty Museum, stojící na 321 Chestnut Street ve Filadelfii, je muzeum mapující historii svobody. Založil ho filantrop Irvin J. Borowsky. Bylo otevřeno 12. ledna 2000.Kromě příběhů lidí spojených s bojem za svobodu jsou zde také umístěna díla současných umělců, převážně ze skla.
Pořádají se zde pravidelné výukové programy.